# Mokri Lug, Bijelo Polje
Mokri Lug este un sat din comuna Bijelo Polje, Muntenegru. Conform datelor de la recensământul din 2003, localitatea are 47 de locuitori (la recensământul din 1991 erau 63 de locuitori).

## Demografie
În satul Mokri Lug locuiesc 34 de persoane adulte, iar vârsta medie a populației este de 38,2 de ani (40,9 la bărbați și 35,2 la femei). În localitate sunt 13 gospodării, iar numărul mediu de membri în gospodărie este de 3,62.
Populația localității este foarte eterogenă.
|  |

| Demografie | Demografie | Demografie |
| An         | Locuitori  | Locuitori  |
| ---------- | ---------- | ---------- |
|            |            |            |
|            |            |            |
|            |            |            |
|            |            |            |
| 1948       | 110        |            |
| 1953       | 103        |            |
| 1961       | 136        |            |
| 1971       | 132        |            |
| 1981       | 118        |            |
| 1991       | 63         | 61         |
| 2003       | 67         | 47         |

| \| Componența etnică conform recensământului din 2003[2] \| Componența etnică conform recensământului din 2003[2] \| Componența etnică conform recensământului din 2003[2] \| Componența etnică conform recensământului din 2003[2] \| Componența etnică conform recensământului din 2003[2] \| \| ----------------------------------------------------- \| ----------------------------------------------------- \| ----------------------------------------------------- \| ----------------------------------------------------- \| ----------------------------------------------------- \| \| \| \| \| \| \| \| Musulmani \| Musulmani \| \| 20 \| 42,55% \| \| Sârbi \| Sârbi \| \| 18 \| 38,29% \| \| Muntenegreni \| Muntenegreni \| \| 9 \| 19,14% \| \| necunoscută \| necunoscută \| \| 0 \| 0% \| |              |  |    |        |
| Componența etnică conform recensământului din 2003 |              |  |    |        |
| |              |  |    |        |
| Musulmani | Musulmani    |  | 20 | 42,55% |
| Sârbi | Sârbi        |  | 18 | 38,29% |
| Muntenegreni | Muntenegreni |  | 9  | 19,14% |
| necunoscută | necunoscută  |  | 0  | 0%     |